# Northern Arizona Suns 2016-2017
La stagione 2016-17 dei Northern Arizona Suns fu l'11ª nella NBA D-League per la franchigia.
I Northern Arizona Suns arrivarono terzi nella Pacific Division con un record di 22-28, non qualificandosi per i play-off.

## Roster
| N° | Naz.                    | Ruolo | Sportivo           | Anno | Alt. | Peso |
| -- | ----------------------- | ----- | ------------------ | ---- | ---- | ---- |
| 1  | Stati Uniti (bandiera)  | A     | Derrick Jones      | 1997 | 201  | 86   |
| 1  | Stati Uniti (bandiera)  | A     | Chris McCullough   | 1995 | 206  | 98   |
| 3  | Stati Uniti (bandiera)  | G     | Shaquille Harrison | 1993 | 191  | 83   |
| 4  | RD del Congo (bandiera) | C     | Gracin Bakumanya   | 1997 | 211  | 109  |
| 5  | Stati Uniti (bandiera)  | G     | Josh Gray          | 1993 | 185  | 79   |
| 6  | Stati Uniti (bandiera)  | G     | Askia Booker       | 1993 | 188  | 79   |
| 7  | Stati Uniti (bandiera)  | G     | Elijah Millsap     | 1987 | 198  | 95   |
| 8  | Stati Uniti (bandiera)  | G     | Joe Jackson        | 1992 | 185  | 78   |
| 8  | Stati Uniti (bandiera)  | G     | Tyler Ulis         | 1996 | 178  | 68   |
| 9  | Stati Uniti (bandiera)  | A     | Daniel Alexander   | 1991 | 206  | 98   |
| 11 | Stati Uniti (bandiera)  | A     | Derek Cooke        | 1991 | 206  | 100  |
| 13 | Stati Uniti (bandiera)  | G     | Xavier Silas       | 1988 | 196  | 90   |
| 15 | Stati Uniti (bandiera)  | AC    | Alan Williams      | 1993 | 203  | 118  |
| 21 | Stati Uniti (bandiera)  | A     | Alex Davis         | 1992 | 206  | 95   |
| 21 | Stati Uniti (bandiera)  | A     | Greg Mays          | 1993 | 203  | 100  |
| 23 | Stati Uniti (bandiera)  | G     | Asaad Woods        | 1992 | 196  | 98   |
| 24 | Stati Uniti (bandiera)  | A     | Johnny O'Bryant    | 1993 | 206  | 117  |
| 33 | Stati Uniti (bandiera)  | G     | Michael Bryson     | 1994 | 193  | 91   |

## Staff tecnico
- Allenatore: Tyrone Ellis
- Vice-allenatori: Bret Burchard, Tyler Gatlin, Brandon Rosenthal